# 석기

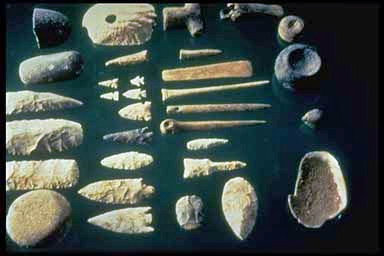
각종 석기.

석기(石器, Stone tool)란 돌을 재료로 그것을 가공해 제작한 도구의 총칭이다. 일반적인 의미에서 손의 연장으로서의 돌로 만든 도구를 가리켜며, 비석이나 묘석과 같은 것은 포함하지 않는다. 석기에 의존하는 문화가 오늘날까지도 존재하지만, 대부분의 석기는 더 이상 존재하지 않는 선사 시대의 생활상과 연관되어 있다.
석기에 관한 연구를 고고학자들은 석기 해부(lithic analysis)라고 하며, 석기는 뗀석기와 간석기로 세분화된다. 이러한 석기들은 화살촉이나 창 끝 등으로 사용되었다.

## 종류
1. 돌핵(石核, Core): 석기를 제작했을 때에 남은 석재.
2. 돌날(石刃, Blade): 후기 구석기 시대의 특징적인 석기의 소재. 석핵으로부터 대량의 석인을 만들어 내, 이것을 가공해 석기로 만들었다.

## 같이 보기
- 구석기 시대
- 신석기 시대
- 뗀석기
- 간석기
- 세석기